# Mobile Sempron
Mobile Sempron (AMD Mobile Sempron) — мобильный процессор производства компании AMD.

## Socket A
Изначально, как и все прочие процессоры AMD, выпускались на базе 32-разрядной архитектуры K7. Они были рассчитаны под разъем Socket A и имели следующие рейтинги:
- Mobile Sempron Sempron 3000+, 2800+ и 2600+,
- Low Power Mobile Sempron 2800+ и 2600+.

Все чипы обладали системной шиной с частотой 333 МГц (DDR) и кэшем L2 объёмом 256 Кб.

## Socket 754

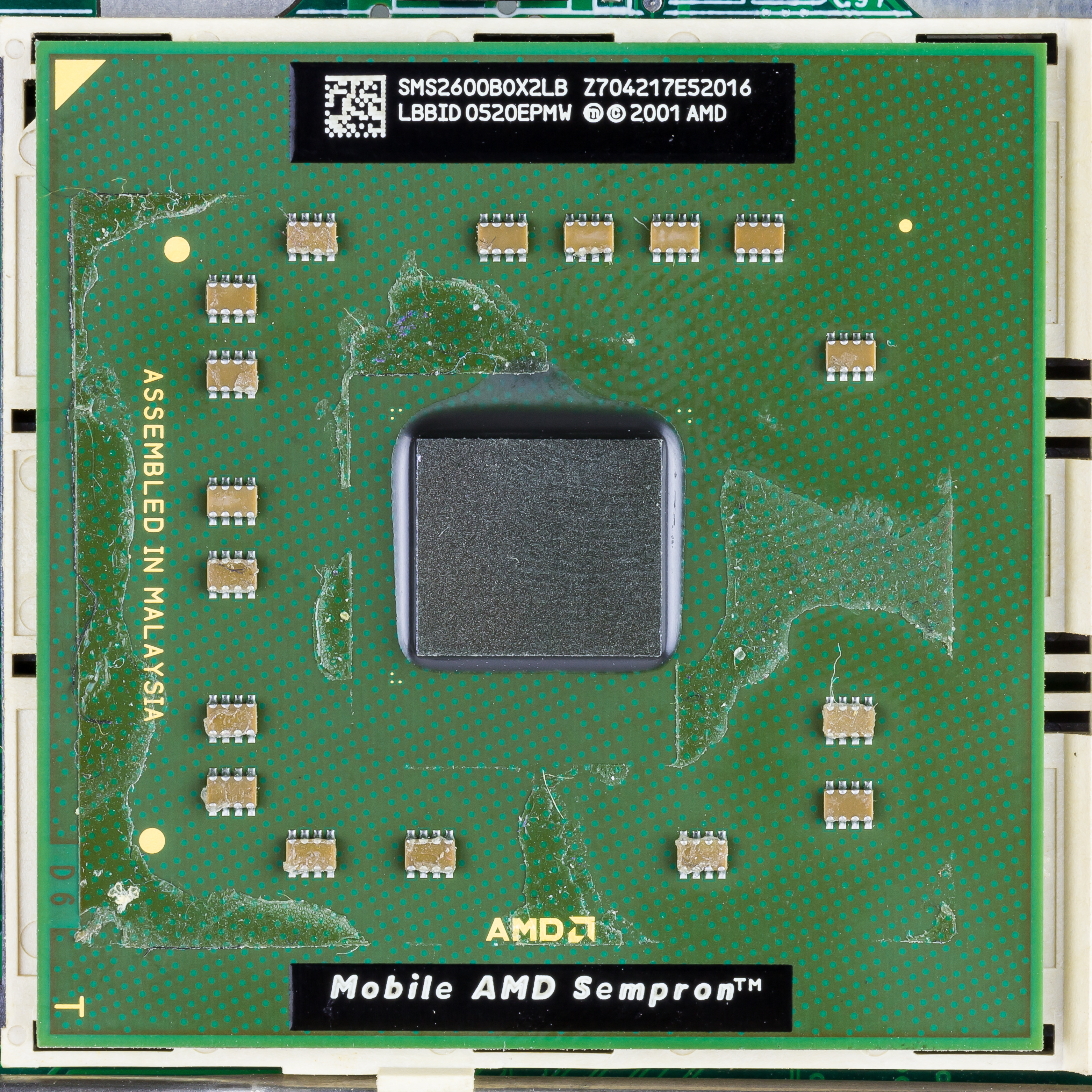
Mobile Sempron 2600+

С появлением ядра Paris произошёл переход на разъем Socket 754, 256 Кб кэша L2, на базе 64-разрядной архитектуры AMD64, но с отключенной поддержкой 64-битных инструкций. То есть процессоры оставались 32-разрядными.
В 2004 году ядро Paris было заменено на более производительное ядро Dublin, основанное на 130-нм техпроцессе. Они рассчитаны под разъем Socket 754: Mobile Sempron 3000+ (1,8 ГГц, L2 256 Кбайт), Mobile Sempron 2800+ (1,6 ГГц, L2 256 Кбайт) и Mobile Sempron 2600+ (1,6 ГГц, L2 128 Кбайт). Таким образом, при переходе к новому ядру, кэш L2 был урезан до 128 кБ. При этом, производительность пострадала незначительно. Кэш у всех процессоров AMD построен по эксклюзивной схеме, то есть данные в памяти L1 не дублируют данные в L2, так что 128 Кбайт кэш-памяти L1 «суммируются» с кэшем L2). Предельный уровень энергопотребления мобильных процессоров Sempron не превышал 62 Вт, что является вполне приемлемой величиной для портативных компьютеров класса «замена десктопа». Все они поддерживают фирменные технологии управления энергопотреблением Cool'n'Quiet и PowerNow! Интересно, что в отличие от настольных процессоров Sempron, их мобильные варианты обеспечивают поддержку технологии NX, которая в интерпретации AMD называется EVP (англ. Enhanced Virus Protection). Но больше всего внимания привлекает наличие в новой линейке двух других процессоров Mobile Sempron LV-версий (Low Voltage — процессоры с пониженным энергопотреблением) с TDP в 25 Вт.
В первом полугодии 2005 года ядро Dublin было сменено на Georgetown.
Общие характеристики:
- Линейка — Mobile Sempron
- Сокет — Socket 754
- Количество ядер — 1
- Техпроцесс — 90 нм SOI
- Частота шины — HT 800 МГц
- Напряжение на ядре — 1.4 В
- Объём кэша L1—128 Кб
- Объём кэша L2—128/256 Кб
- Поддержка 3DNow!, PowerNow! — есть
- Поддержка SSE2 — есть
- Поддержка NX bit — есть

Параллельно с этим вышло новое ядро и для Mobile Sempron LV под название Sonora, которое вскоре было усовершенствовано до Oakwille.
Все эти ядра (Sonora, Georgetown, Oakwille) выпускаются по технологическому процессу с нормами производства 90 нм. Первое ядро можно обнаружить в процессорах с типичным тепловыделением 25 Вт, второе — с тепловым пакетом 62 Вт. Несмотря на различные названия и тепловыделение, характеристики этих ядер отличаются незначительно. Процессоры Mobile Sempron аналогичны другим мобильным ЦП от AMD с архитектурой K8, однако в них сокращён кэш второго уровня, а также отключены 64-бит расширения AMD64.
Процессоры Mobile Sempron имеют 800-МГц шину HyperTransport и встроенный одноканальный контроллер памяти, совместимый с DDR400 SDRAM (до этого использовалась DDR333). Более того, процессоры Mobile Sempron подобно их старшим собратьям поддерживают и NX-бит. Что же касается кэш-памяти второго уровня, то в недорогих процессорах семейства Sempron её объём, в зависимости от модели, сокращён до 128 или 256 Кбайт. Процессоры AMD Sempron с тепловыделением на уровне 62 Вт и ядром Georgetown выпускаются в четырёх модификациях, с рейтингами от 2600+ до 3100+. Модели с рейтингом 2600+ и 3000+ оснащены L2-кэшем объёмом 128 Кбайт и имеют тактовую частоту 1,6 и 1,8 ГГц соответственно. Процессоры Mobile Sempron 2800+ и 3100+ также работают на частоте 1,6 и 1,8 ГГц соответственно, но они оснащаются 256-Кбайт кэшем второго уровня.
Mobile Sempron с максимальным типичным тепловыделением 25 Вт и ядром Sonora гораздо более интересны. Такие процессоры выпускаются в вариантах с рейтингами 2600+, 2800+ и 3000+ их тактовая частота в первых двух случаях равна 1,6, а в последнем — 1,8 ГГц. Различие в рейтингах первых двух моделей обуславливается различным размером L2-кэша: 128 Кбайт у 2600+ и 256 Кбайт — у 2800+. Объём кэш-памяти у Mobile Sempron 3000+ составляет при этом 256 Кбайт.
Название Sonora значилось в старых планах выпуска продукта AMD, затем оно было заменено на Oakwille.
Во втором полугодии 2005 года на смену этой паре ядер пришла следующая пара ядер для — Albany и Roma соответственно. Несмотря на то, что новые процессоры Mobile Sempron выпускались не на прежних ядрах Georgetown (или ещё более древних Dublin), а на новых ядрах Albany с применением 90 нм техпроцесса и SOI, эти чипы, в отличие от новых процессоров Sempron для настольных ПК с 64-битной поддержкой, так и остались 32-битными. В планах AMD начало поставок 64-битных версий процессоров Mobile Sempron числится только тогда, когда это будет востребовано массовым потребителем ноутбуков.

## Socket S1
В 2006 году на смену им пришла пара — Richmond и Kenee, которые были одноядерными, но 64-битными.
Современные Mobile Sempron, предназначенные для использования с процессорным разъёмом Socket S1 (то есть с тем же, что и Turion X2), отличаются от своих предшественников для Socket 754 тем, что поддерживают 64-битные вычисления. По сути, они представляют собой половинку от Turion X2 со всеми вытекающими преимуществами: уже упомянутой поддержкой AMD64 и наличием технологии PowerNow!. Последний факт выгодно отличает их от Celeron M. С другой стороны, последние сильно выигрывают по объёму кэш-памяти второго уровня. 256 или 512 кбайт, которыми оснащаются Mobile Sempron, — недостаточно для занятия лидирующих позиций в рейтингах производительности.
Общие характеристики:
- Линейка — Mobile Sempron
- Сокет — Socket S1
- Количество ядер — 1
- Техпроцесс — 90 нм SOI
- Частота 1.6-1.8-2.0-2.2 ГГц
- Частота шины — HT 800 МГц
- Объём кэша L1—128 Кб
- Объём кэша L2—512 (у моделей 3200+ и 3500+) и 256 (у 3400+, 3600+, 3800+) КБ
- TDP — 35 Вт
- Поддержка PowerNow!, AMD64, EVP

В дальнейшем планируется выпуск Mobile Sempron Low Voltage с ядром Sherman (65 нм, 2 ядра, Socket S1, 25 Вт), а Mobile Sempron — с процессорами семейства Griffin, ядро Sable (65 нм SOI, HT 3.0, DDR3, TDP 35—62 Вт, крупный распределенный кэш). На данный момент этот проект на 2008 год известен как платформа Puma.